# Centro italiano opere femminili salesiane
I Ciofs (Centro italiano opere femminili salesiane) sono centri di formazione professionale, ispirati al pensiero di Giovanni Bosco, venerato dalla Chiesa cattolica come santo patrono dell'ordine salesiano.

## Storia
Giovanni Bosco accoglieva molti ragazzi all'interno di centri attrezzati per inserirli all'interno del mondo del lavoro. Molti di questi giovani erano poveri, maltrattati, analfabeti, oppure si trovavano all'interno di prigioni, quindi non in grado né di studiare né di lavorare. Dopo la morte di Bosco si costruirono vari centri in Italia chiamati Ciofs.